# Болоња (округ)
Округ Болоња (итал. Provincia di Bologna) је округ у оквиру покрајине Емилија-Ромања у северној Италији. Седиште округа покрајине и највеће градско насеље је истоимени град Болоња.
Површина округа је 3.703 км², а број становника 976.175 (2008. године).

## Природне одлике
Округ Болоња се налази у северном делу државе, без излаза на море. Северна половина округа је равничарског карактера, у области Падске низије. Јужни део чине планине северних Апенина. Најважнија река у округу је Рено, која тече његовом западним и северним делом.

## Становништво
По последњим проценама из 2008. године у округу Болоња живи близу милион становника. Густина насељености је изузетно велика, преко 260 ст/км². Северна, равничарска половина округа је знатно боље насељена, нарочито око града Болоње.
Поред претежног италијанског становништва у округу живе и велики број досељеника из свих делова света.

## Општине и насеља
У округу Болоња постоји 60 општина (итал. Comuni).
Најважније градско насеље и седиште округа је град Болоња (375.000 ст.) у средишњем делу округа. Други по величини је град Имола (68.000 ст.) у источном делу округа.